# Demre

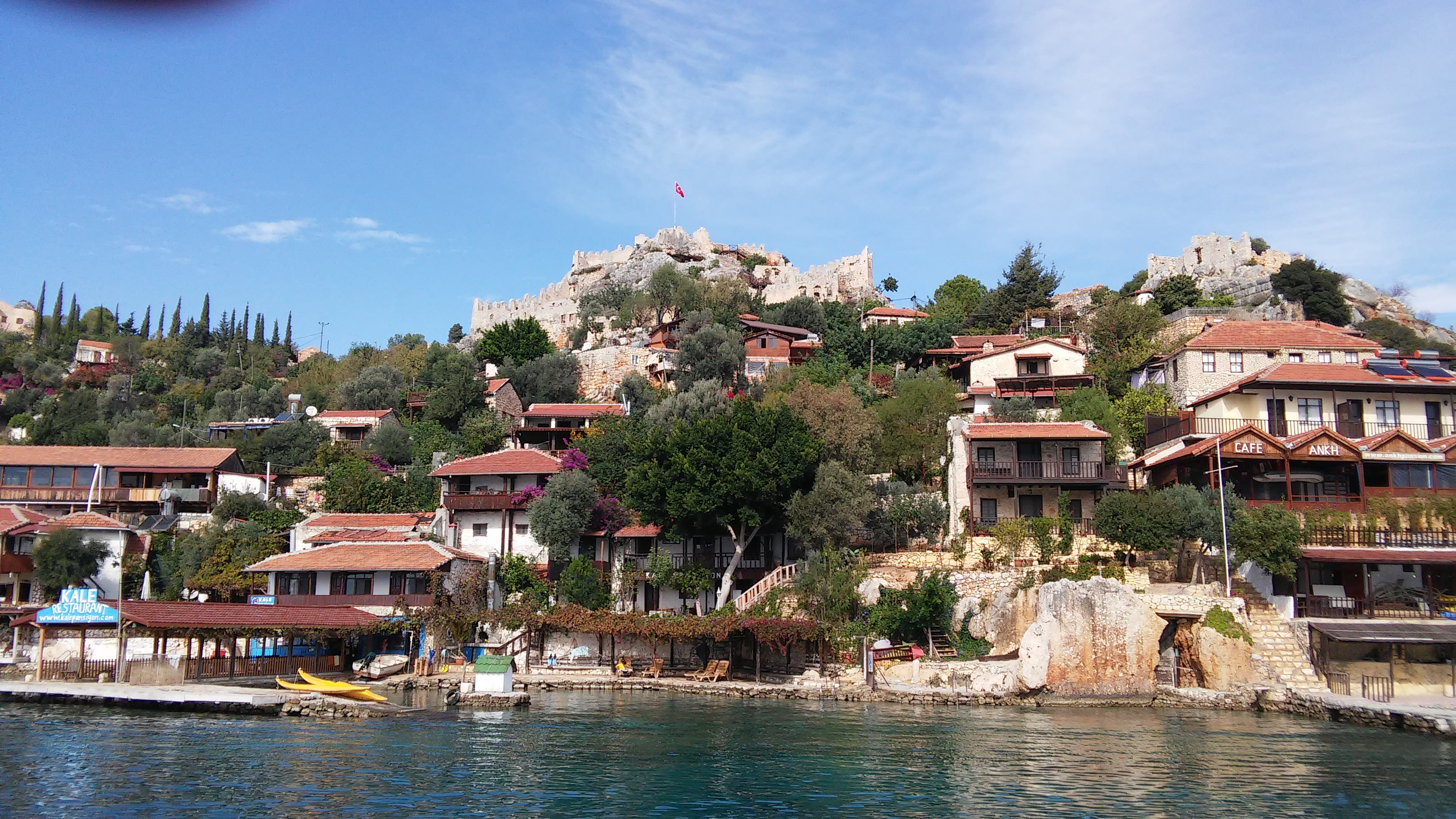
Costa de la costa y el castillo.

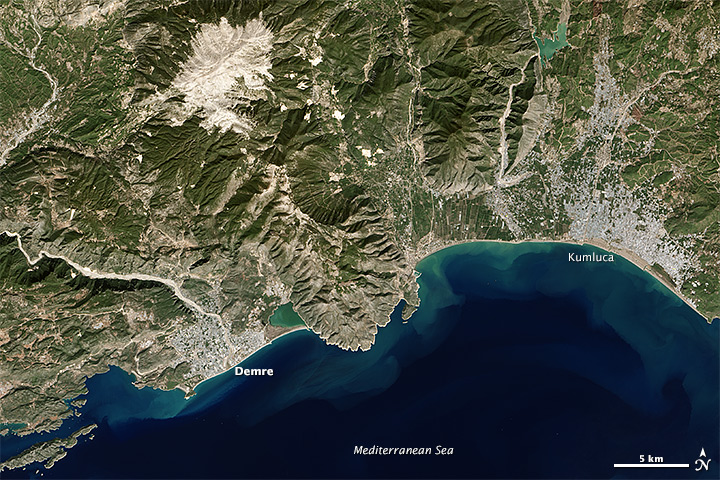
Vista de satélite, con Demre.

Demre es una ciudad y distrito de la provincia de Antalya, en la costa mediterránea de Turquía, denominada siguiendo el nombre del río Demre.
Demre es la ciudad licia de Myra (o Mira), la casa de San Nicolás de Myra, el origen de Santa Claus. El distrito era conocido como Kale, hasta que cambió de nombre en 2005. Una importante comunidad cristiana de griegos vivía en Demre (Myra), hasta la década de 1920 cuando se vieron obligados a emigrar a Grecia después del intercambio de población entre Grecia y Turquía.
Los pueblos griegos abandonados en la región son un recordatorio llamativo de este éxodo. Las casas abandonadas griegas todavía se pueden ver en Demre y en las regiones de Kalkan, Kaş y Kaya, que es un pueblo fantasma griego. Una pequeña población de agricultores turcos se trasladó a la región cuando los cristianos griegos emigraron a Grecia. La región es popular entre los turistas hoy en día, sobre todo para los peregrinos cristianos que visitan la tumba de San Nicolás.

## Geografía
Demre está en la costa de la península de Teke, al oeste de la bahía de Antalya, con los montes Tauro a sus espaldas. Las montañas son boscosas y la franja costera se compone de buena tierra bajada por los ríos de montaña. El clima sigue el patrón típico mediterráneo de veranos secos y calurosos e inviernos húmedos y cálidos. 
Antes de que comenzara el auge del turismo en la década de 1980, la economía local dependía de la agricultura, que sigue siendo importante hoy en día. En los pueblos de Demre se cultivan granadas y cítricos y, actualmente, producen una gran cantidad de frutas y verduras durante todo el año en invernaderos. Además, con su rica historia, atracciones como la isla de Kekova, el mar y el clima cálido, esta costa es muy popular entre los veraneantes de Turquía y de toda Europa, aunque Demre aún no cuenta con el gran volumen de turistas que disfrutan los distritos más cercanos al aeropuerto de Antalya. La artesanía local, como la fabricación de alfombras, y eventos como el festival anual de lucha de camellos aportan otros ingresos. 
La cocina local incluye pescado y mariscos del Mediterráneo.

## Historia
Las antigua Mira fue una de las ciudades más importantes de la región de Licia. Se han encontrado monedas que datan del año 300 a. C., con lo que, lógicamente, debió de fundarse siglos antes. La ciudad prosperó como parte del Imperio romano y se construyeron numerosos edificios públicos. 
En febrero de 2021, investigadores de la Universidad Akdeniz dirigidos por Nevzat Çevik anunciaron el descubrimiento en Mira de docenas de esculturas de terracota de 2.200 años de antigüedad con inscripciones. Los arqueólogos también revelaron algunos restos materiales del teatro helenístico, principalmente, de cerámica, bronce, plomo y plata. Las figurillas con pintura parcialmente conservada representaban hombres, mujeres, caballería, animales, algunas divinidades griegas y los nombres de artistas.

## Lugares de interés
- Varias tumbas con un particular estilo local.
- Teatro romano y otros restos de la Mira romana.
- Tumbas excavadas en roca.
- Iglesia de San Nicolás, de arquitectura bizantina, en honor al obispo de Mira.
- Antiguas ciudades de Andríaca y Simena.
- Viaje en barco a las islas y ruinas submarinas de Kekova.